# 태권도 타임스
태권도 타임스(Tae Kwon Do Times)는 태권도를 전문적으로 다루는 잡지로 미국에서 발행되고 있다. 제목은 태권도에만 초점을 맞추고 있음을 시사하지만 잡지는 다른 한국 무술도 다루고 있다. 스콧 쇼등 다양한 작가들의 글을 실고 있다.
태권도 타임스는 국제 태권도계에서 널리 알려진 간행물로 여러 조직의 웹사이트 [a]와 개인의 전기에 게재된다. [b] 쇼는 자신의 저서인 '태권도 기본 사항'에서 5개의 중요한 태권도 정기 간행물 중 하나로 나열했다. [c] 또한 태권도 타임스 1999년 블랙 벨트 잡지의 독자 설문 조사에 등재된 5개의 출판물 중 하나이며 [d] 마크 테데스키의 저서 무기와 싸우다(Combattimento con le armi)에 나열된 10개의 주요 정기 간행물 중 하나이다.[e]
태권도 타임스는 1980 태권도 사범인 김정은(1941~2010)과 그의 아내 김소자에 의해 설립되었다. 김정은은 2005년에 잡지에서 은퇴했으며, 현재 정우진이 매거진의 발행인이자 대표이사를 맡고 있다. 태권도 타임스는 예레 힐란과 같은 미국 내 특파원과 호주의 준 노와 나이지리아의 조지 아사루와 같은 미국 외 지역 특파원을 보유하고 있다.